# Stiliger viridis
Stiliger viridis is een slakkensoort uit de familie van de Limapontiidae. De wetenschappelijke naam van de soort is voor het eerst geldig gepubliceerd in 1858 door Kelaart.